# Steve Doll
Steve Doll (Dallas (Texas), 9 december 1960 – Nashville (Tennessee), 22 maart 2009) was een Amerikaans professioneel worstelaar die vooral bekend was van zijn tijd bij World Wrestling Federation als Steven Dunn, van 1993 tot 1995, waar hij ook lid was van Well Dunn.

## In het worstelen
- Finihers
  - Standing of een running dropkick

- Manager
  - Harvey Wippleman

## Prestaties
- National Wrestling Alliance
  - NWA North American Tag Team Championship (1 keer met Reno Riggins)
  - NWA World Tag Team Championship (1 keer met Reno Riggins)

- NWA Main Event
  - NWA North American Tag Team Championship (2 keer met Reno Riggins)

- NWA Southwest
  - NWA Texas Heavyweight Championship (1 keer)

- Pacific Northwest Wrestling
  - NWA Pacific Northwest Heavyweight Championship (4 keer)
  - NWA Pacific Northwest Tag Team Championship (18 keer; 7x met Scott Peterson, 4x met Rex King, 1x met Scotty the Body, 1x met Jimmy Jack Funk, 1x met Brian Adams en 4x met The Grappler)

- United States Wrestling Association
  - USWA Heavyweight Championship (1 keer)
  - USWA World Tag Team Championship (8 keer; 5x met Rex King, 2x met Flash Flanagan en 1x met Paul Diamond)

- World Wrestling Council
  - WWC World Tag Team Championship (1 keer met Rex King)